# Alice Ripley
Alice Ripley (San Leandro, 14 dicembre 1963) è un'attrice teatrale e cantante statunitense, vincitrice del Tony Award alla miglior attrice protagonista in un musical.

## Biografia
Debutta a Broadway nel 1993 nel musical The Who's Tommy a cui seguono Sunset Boulevard (1994), King David (1997), Side Show (1997), Les Misérables (1998), James Joyce's The Dead (2000), Rocky Horror Show (2001) e Dreamgirls (2001). Nel 2008 torna a Broadway con il musical Premio Pulitzer Next to Normal, con Aaron Tveit, per cui vince il Tony Award alla miglior attrice protagonista in un musical e l'Helen Hayes Award nel 2009.

## Teatro
- The Who's Tommy, Broadway (1993)
- Sunset Boulevard, Broadway (1994)
- King David, concerto a Broadway (1997)
- Side Show, Broadway (1997)
- Li'l Abner, City Center Encores (1998)
- Chess, concerto a New York (1989)
- Les Misérables, Broadway (1998)
- Jubilee, Carnegie Hall (1998)
- James Joyce's The Dead, Off Broadway (1999)
- James Joyce's The Dead, Broadway e Los Angeles (2000)
- Carousel, Hollywood Bowl (2000)
- The Rocky Horror Show, Broadway (2000)
- Show Boat, Hollywood Bowl (2001)
- Dreamgirls, New York (2001)
- Gentlemen Prefer Blondes, Los Angeles (2002)
- Company, Kennedy Center (2002)
- Tell Me On a Sunday, Kennedy Center (2002)
- La piccola bottega degli orrori, Broadway (2003)
- The Baker's Wife, Paper Mill Playhouse (2005)
- Little Fish, Off Broadway (2006)
- Baby, Los Angeles (2007)
- Next to Normal, Off Broadway (2008)
- Next to Normal, Broadway (2009-2010)
- The Last Smoker in America, New York (2009)
- Next to Normal, tour USA (2010)
- American Psycho, Broadway (2016)
- Into the Woods, Off Broadway (2019)
- Sunset Boulevard, North Shore (2019)
- Next to Normal, Ideal Barcelona (2022)

## Riconoscimenti
- Tony Award
  - 1998 – Candidatura per la miglior attrice protagonista in un musical per Side Show
  - 2009 – Miglior attrice protagonista in un musical per Next to Normal
- Drama Desk Award
  - 1998 – Candidatura per la miglior attrice in un musical per Side Show
  - 2008 – Miglior attrice in un musical per Next to Normal
- Outer Critics Circle Award
  - 2008 – Candidatura per la miglior attrice in un musical per Next to Normal

## Doppiatrici italiane
Nelle versioni in italiano delle opere in cui ha recitato, Alice Ripley è stata doppiata da:
- Franca D'Amato in Girlboss